# José Carlos da Costa Araújo
José Carlos da Costa Araújo, známý jako Zé Carlos, (7. února 1962 Rio de Janeiro – 24. července 2009 Rio de Janeiro) byl brazilský fotbalový brankář. Zemřel 24. července 2009 ve věku 47 let na rakovinu.

## Klubová kariéra
Chytal v Brazílii za Americano FC, Rio Branco Atlético Clube, CR Flamengo a Cruzeiro. Pokračoval v Portugalsku za SC Farense, Vitórii Guimaraes a FC Felgueiras. Po návratu do Brazílie chytal opět za CR Flamengo a dále za EC Vitória, Esporte Clube XV de Novembro (Piracicaba), America Football Club (Rio de Janeiro) a Tubarão Futebol Clube. V Poháru osvoboditelů nastoupil ve 3 utkáních.

## Reprezentační kariéra
Za brazilskou fotbalovou reprezentaci nastoupil v letech 1988–1990 celkem ve 3 reprezentačních utkáních. Byl členem brazilské reprezentace na Mistrovství světa ve fotbale 1990, ale v utkání nenastoupil. S týmem Brazílie získal stříbrnou medaili za 2. místo na LOH 1988 v Soulu, ale v utkání nenastoupil.